# Bilbao

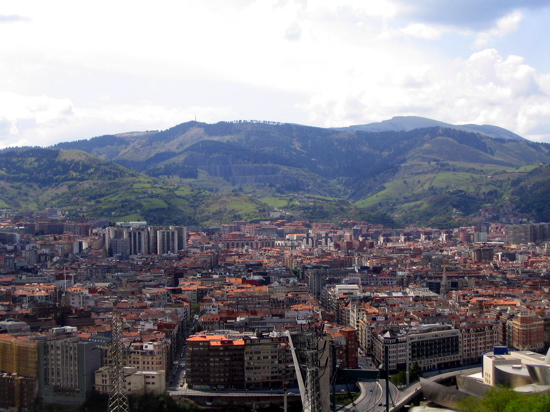
Gezicht op Bilbao

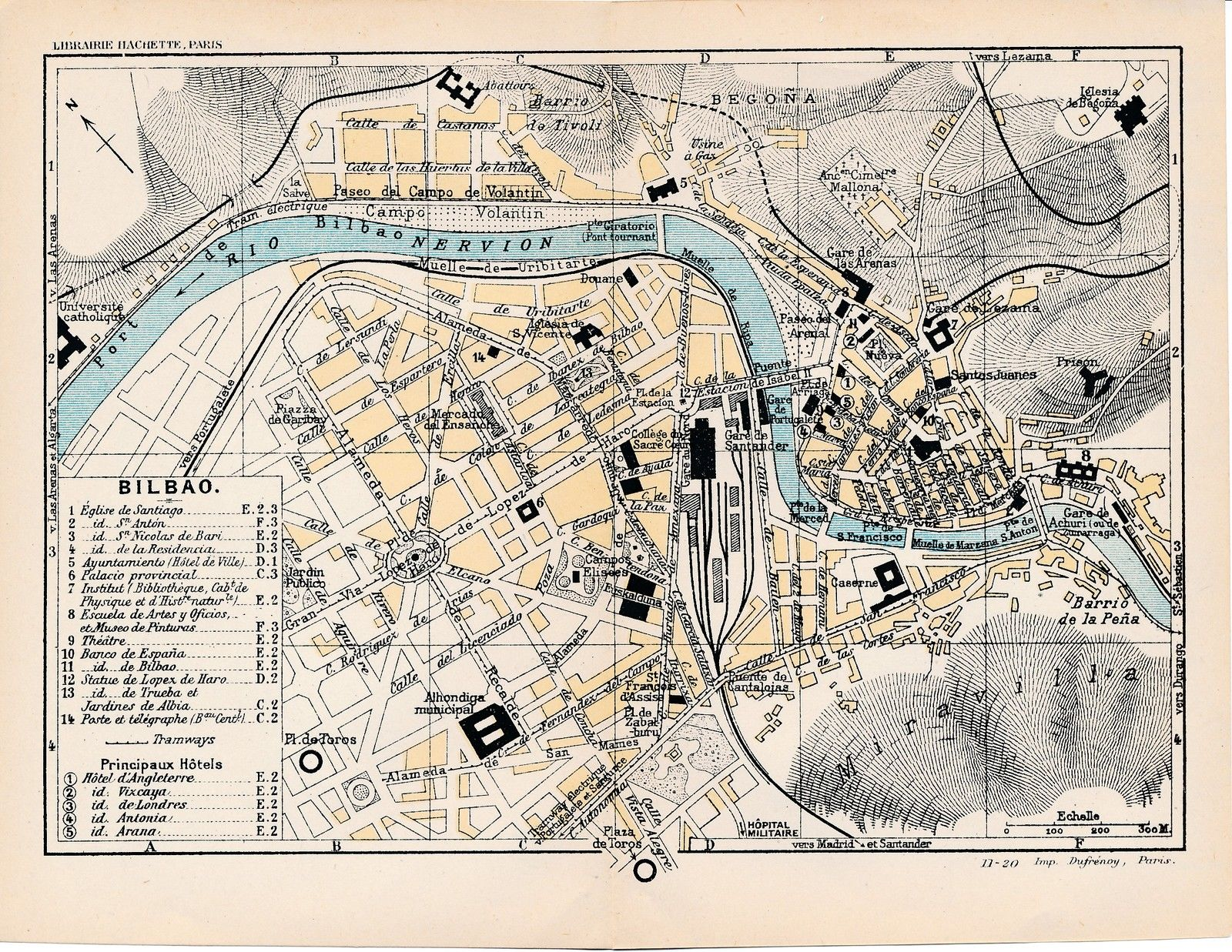
Kaart van de stad uit 1915

Bilbao (historische Baskische naam: Bilbo) is een gemeente en de grootste stad van de Spaanse autonome regio Baskenland, en de hoofdstad van de provincie Biskaje. De stad had in 2021 een inwonertal van 346.405 en in de metropool Bilbao, het economische en industriële centrum van Baskenland, woonden meer dan 1.000.000 inwoners.
Bilbao ligt in het noorden van Spanje, aan de rivier Nervión en aan een van de Pelgrimsroutes naar Santiago de Compostella. De stad heeft sinds 1997 een eigen Guggenheimmuseum, het Museo Guggenheim de Bilbao. Sinds 1981 is het inwonertal van Bilbao behoorlijk gedaald, doordat een groot deel van de stadsbevolking naar de Baskische kustplaatsen is verhuisd. De stad heeft in tegenstelling tot zuidelijker delen van Spanje geen mediterraan klimaat, maar een gematigd en vochtig zeeklimaat.

## Naam
Officieel heet de stad zowel in het Spaans als in het Baskisch 'Bilbao'. De Baskische taal erkent verder ook nog 'Bilbo' als juiste schrijfwijze van de stadsnaam, doch deze laatste wordt in de praktijk maar zelden gebruikt.

## Geschiedenis
De stad Bilbao werd gesticht op 15 juni 1300 door Diego López V de Haro, de toenmalige landheer van Biskaje. De herkomst van de naam Bilbao is niet helemaal duidelijk, volgens sommigen is het een verbastering van het Spaanse bel vado (goede oversteek), maar anderen beweren dat het afstamt van het Baskische: bi albo (twee oevers). De San Antónbrug is de oudste rivieroverspanning in de stad, met de oorspronkelijke brug die vóór 1318 werd geopend. De boogbrug overspant de Nervión en verbindt de wijken Casco Viejo en Bilbao La Vieja. Het was eeuwenlang de enige brug over de rivier en een belangrijke transportader.

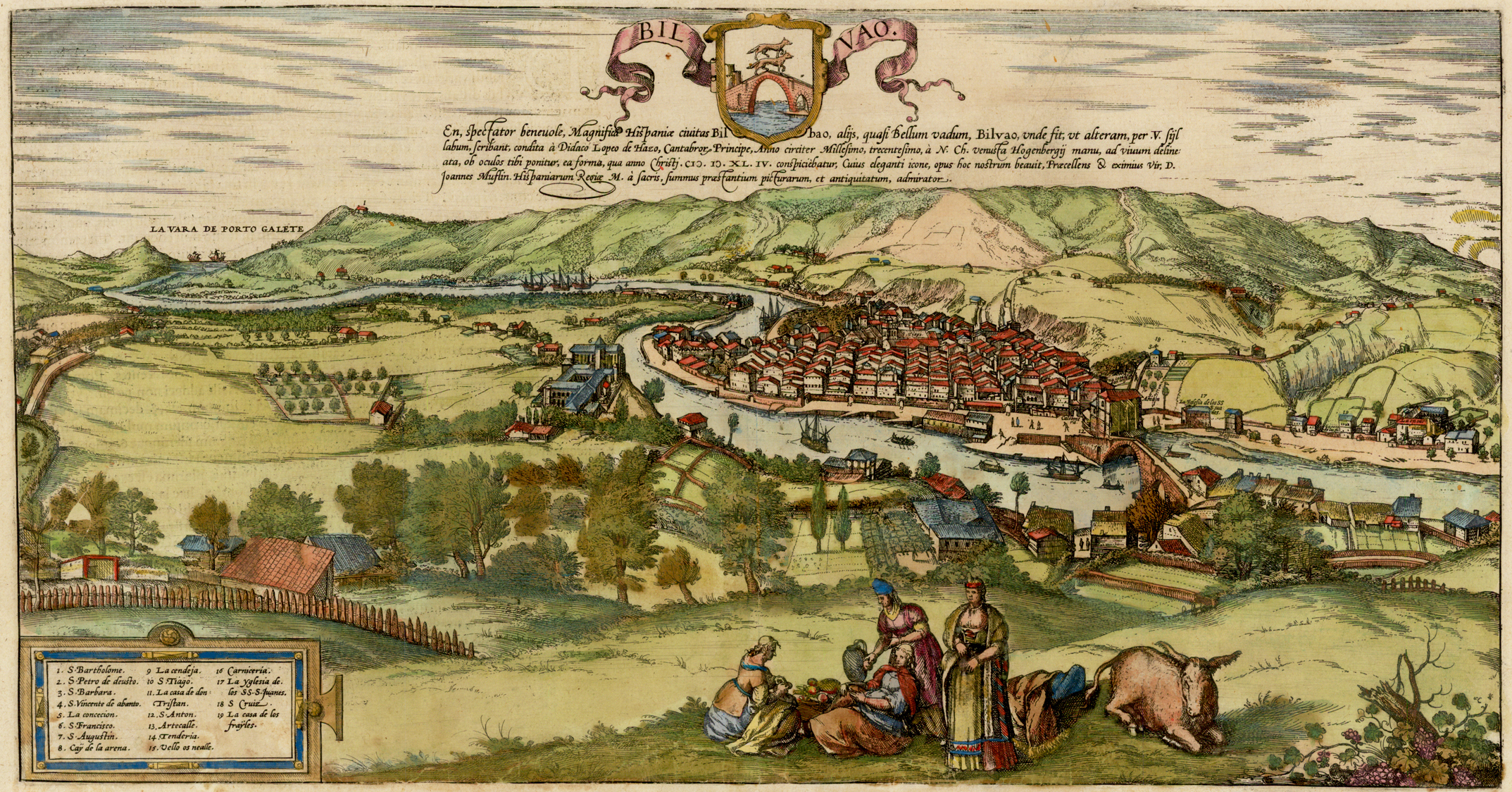
Een schets van Bilbao in 1575

Bilbao vormde een commerciële enclave die een bijzonder belang genoot aan de kust van Cantabrië dankzij de privileges verleend door de Kroon van Castilië.
De stad kreeg van de landheer van Biskaje meteen dezelfde rechten en privileges als de stad Logroño. De “stad” bestond in eerste instantie uit niet meer dan drie straten en de Santiagokathedraal. Bilbao groeide langzaam maar zeker, en aan het begin van de 15e eeuw had het ongeveer 3000 inwoners.
In die periode ontstonden er echter spanningen en strijd tussen de belangrijkste families van de stad, waardoor er grote onrust heerste. Buiten dat kreeg Bilbao te maken met een grote brand waarbij de Santiagokathedraal bijna werd verwoest, en drie grote overstromingen. Toch overleefde de stad de vele catastrofes en groeide buiten haar stadsmuren. Vanaf het jaar 1511 begon de haven van Bilbao een belangrijke rol te spelen in de internationale handel. Het begon met de export van wol naar Noord-Europese steden zoals Antwerpen, en de haven werd later een van de belangrijkste gedurende de tijd van de Spaanse kolonisatie.

### De 19e eeuw
Bilbao werd gedurende de 19e eeuw verschillende keren aangevallen door de carlisten, overigens zonder succes. In deze tijd kreeg de stad wederom te maken met ruimtegebrek, het bestond namelijk uit niet veel meer dan de zeven straten van het historisch centrum. Er ontstond een groot probleem, de bevolking groeide maar er was in de directe nabijheid geen geschikt terrein om de stad uit te kunnen breiden. Eigenlijk begonnen deze problemen al in de 18e eeuw, maar Bilbao had nog niet de kans gekregen om ze op te lossen door de verschillende oorlogen tussen Spanje en Frankrijk. Rondom het jaar 1900 begon men echter aan de bouw van het Ensanche de Abando, de naam van de stadsuitbreiding. Deze stadsuitbreiding heeft zich inmiddels veranderd in het centrum van Bilbao en heet het Distrito de Abando. Urbanistisch gezien is het een curieus bouwwerk, met het Plaza Elíptica en de 30 meter brede laan Gran Vía, en vertoont een aantal gelijkenissen met de symmetrie en manzana's van het Eixample in Barcelona. De bouw van het district, gestart rond 1870, duurde vele jaren, en werd pas rond 1925 compleet afgerond.

### De 20e eeuw
Na het uitbreken van de Spaanse Burgeroorlog in 1936 werd Bilbao de hoofdstad van de Baskische regering, dat in het Hotel Carlton aan het Plaza Elíptica verbleef. Het Baskenland verzette zich krampachtig tegen de Spaanse nationalistische opkomst van Francisco Franco. In opdracht van hem werd Bilbao gebombardeerd door de legers van Nazi-Duitsland en de Italiaanse fascisten onder leiding van Benito Mussolini. Toen de Baskische provincie Álava in fascistische handen kwam, werd Bilbao voorzien van een enorme verdedigingsmuur, de Cinturón de Hierro (ijzeren ring). De ontwerper van deze muur verraadde de Basken een aantal maanden later door de bouwplannen aan het nationalistische leger te geven, waardoor de stad alsnog werd veroverd. Tijdens de burgeroorlog richtte de Baskische regering in het geheim de Ertzaña op, de beginselen van het huidige Baskische politieorgaan Ertzaintza. Hun taak was het tegengaan van het Spaanse nationalisme, en het gijzelen van zo veel mogelijk tegenstanders. Uiteindelijk leidde de oorlog in Bilbao tot een wanhoopsdaad, de Slag van Artxanda, waarbij de Basken hopeloos van de Spaanse troepen verloren, doordat zij simpelweg veel minder mannen hadden. Vanaf dat moment hoorde de stad, en heel Baskenland, bij de dictatuur van Francisco Franco en begon een zwarte periode van onderdrukking van de Baskische cultuur en gedwongen isolatie. De stad kreeg in de jaren 60 wederom te maken met ruimtegebrek, ditmaal in veel grotere mate. Dit leidde ertoe dat een groot deel van de bevolking dat (gedwongen of niet) van het platteland naar de stad trok, in razendsnel gebouwde woonblokken zonder gas, licht of water werd geplaatst. In augustus 1983 werd Bilbao geteisterd door ernstige overstromingen, waarna de Nervión deels werd omgeleid.

### De 21e eeuw
Na de ernstige economische crisis die de stad doormaakte in de jaren 90 besloot men dat het tijd werd voor een nieuwe, modernere koers en dat Bilbao leefbaarder moest worden. De hoogtepunten van deze stadsvernieuwing waren de komst van de metro van Bilbao in 1995 en de EuskoTren in 2002, het beroemde Museo Guggenheim Bilbao en het Palacio Euskalduna, een concert- en evenementenhal. Buiten het centrum probeert men deze stadsvernieuwing voort te zetten. Dit gebeurt door het aanleggen van meer voetgangerspaden, parken, ondergrondse parkeerplaatsen en nieuwe sporthallen om zo het industriële karakter van Bilbao om te zetten in dat van een moderne stad, geschikt voor toerisme en recreatie.

## Geografie
Bilbao ligt aan de noordkust van Spanje, aan de Golf van Biskaje, in het noordwesten van Baskenland. De stad ligt aan de Nervión en de Ría de Bilbao.
Afstanden naar andere steden:
- Barcelona: 605 kilometer
- Bordeaux: 332 kilometer
- La Coruña: 551 kilometer
- Madrid: 393 kilometer
- Pamplona: 138 kilometer

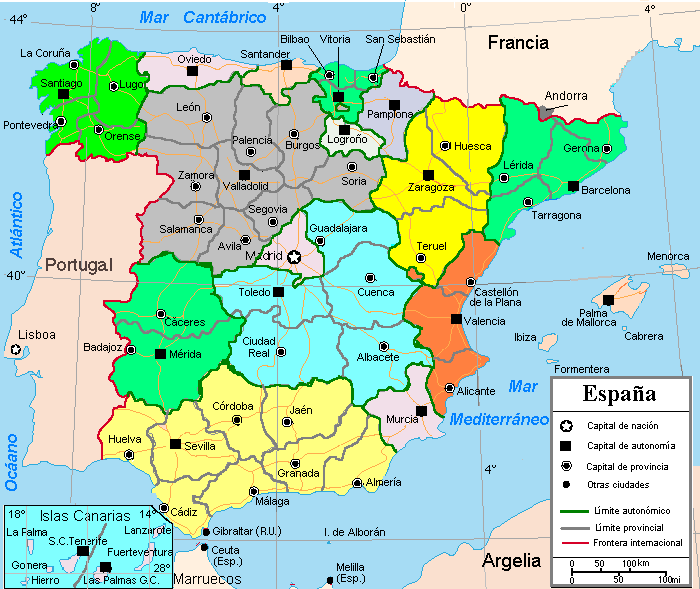
Kaart van Spanje

- Donostia-San Sebastián: 94 kilometer
- Santander: 95 kilometer
- Valencia: 670 kilometer
- Valladolid: 281 kilometer
- Vitoria-Gasteiz: 64 kilometer
- Zaragoza: 303 kilometer

## Klimaat

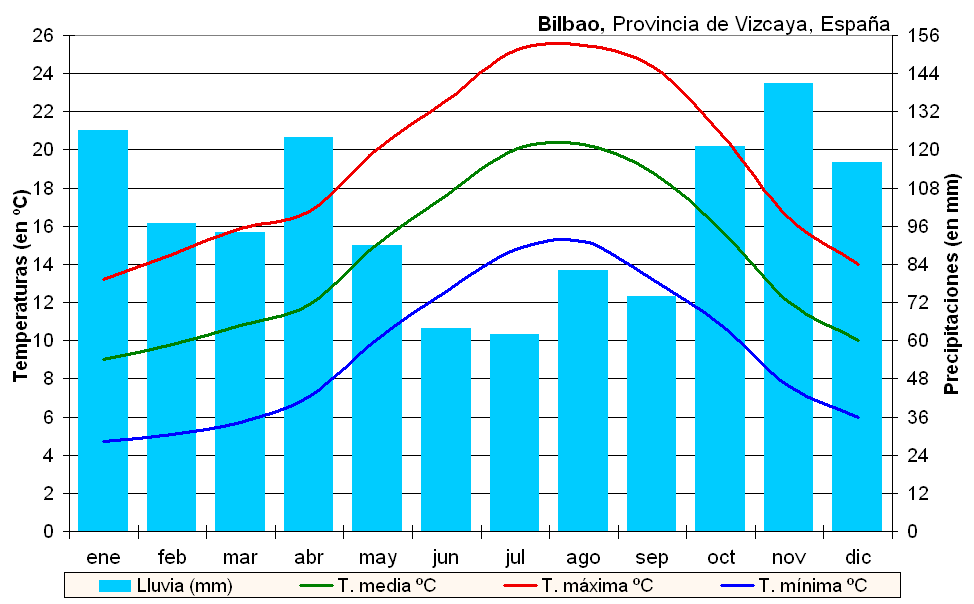
Klimaat van Bilbao

Bilbao heeft een vochtig zeeklimaat met zachte temperaturen gedurende het hele jaar, de zomers zijn voor Spaanse begrippen niet bijzonder warm. De winters zijn mild zonder uitgesproken koud weer. De meeste neerslag valt in de herfst en de winter. De tendens van ‘gematigde zomers’ begint ietwat af te brokkelen. Er zijn meermaals lange hittegolven opgetreden van meer dan 20 dagen. De gemiddelde maximumtemperatuur ligt in juli ongeveer rond de 25 graden, in december en januari rond de 13 graden Celsius. De hoogste van Bilbao werd gemeten in 1947, 42 graden Celsius. De meest intense neerslag viel op 26 augustus 1983, meer dan 250 millimeter, dat ook de overstroming van de rivier Nervión veroorzaakte.

## Demografie

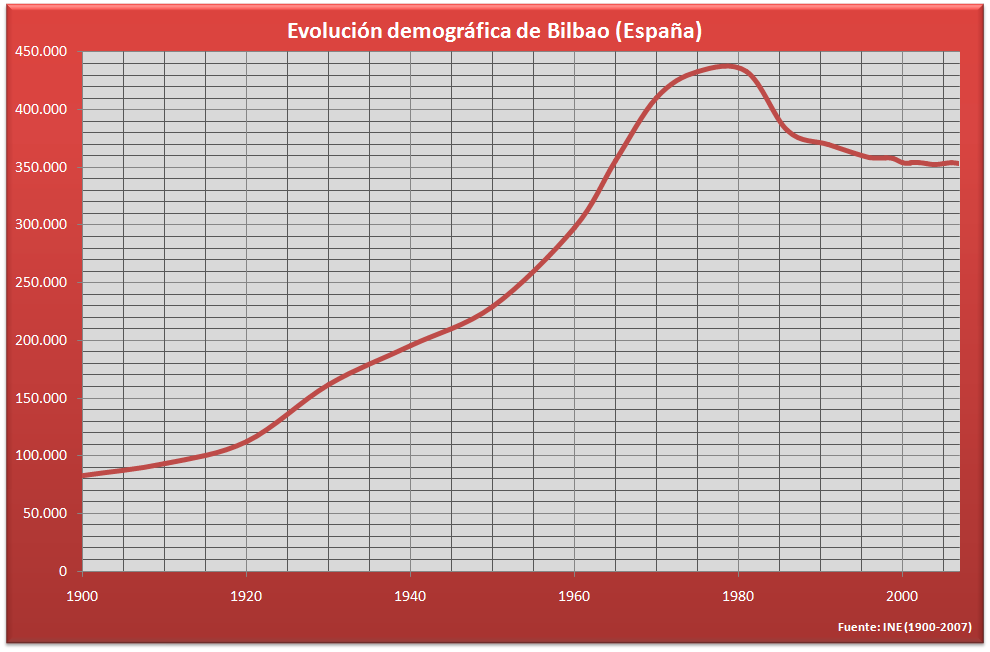
Bevolkingsontwikkeling 1900-2005

In het jaar 1970 was Bilbao de op vijf na grootste stad van Spanje met 410.490 inwoners, bijna 60.000 meer dan in 2005. In 1981 bereikte het inwonertal haar hoogtepunt met 433.115. Sindsdien is het bevolkingsaantal langzaam maar zeker gedaald naar 354.168 op 1 januari 2005. Bilbao is daardoor ingehaald door steden als Málaga, Murcia en Palma de Mallorca. Deze bevolkingsdaling is vooral te wijten aan het feit dat in de jaren 90 een groot deel van de inwoners van Bilbao naar de Baskische kust verhuisde. Dit geldt niet alleen voor Bilbao, maar ook voor andere steden in het binnenland van de provincie Biskaje en Baskenland als geheel. Ter illustratie, van 1996 tot 2005, hebben slechts 8 van de 18 steden in de provincie met meer dan 10.000 inwoners hun inwonertal zien stijgen. De industriële voorsteden van Bilbao, zoals Sestao, Barakaldo en Portugalete zagen hun inwonertal in dezelfde periode met meer dan 5% en in sommige gevallen zelfs 10% dalen. De groeiende urbanisatie aan de kust uit zich in de cijfers van de kustplaatsen, de bevolking van o.a. Górliz, Baquio en Barrica groeide in acht jaar tijd met meer dan 20%.

### Bestuurlijke indeling
Bilbao is onderverdeeld in 8 verschillende districten, die elk weer zijn onderverdeeld in een aantal wijken.

Districten en wijken van Bilbao

|   | District         | Wijken                                                                                                  |
| - | ---------------- | --- |
| 1 | Deusto           | Arangoiti, Deusto, Ibarrekolanda, San Inazio, Zorrozaurre                                               |
| 2 | Uribarri         | Castaños, Ciudad Jardin, Matiko, Uribarri, Zurbaranbarri                                                |
| 3 | Otxarkoaga       | Otxarkoaga, Txurdinaga                                                                                  |
| 4 | Begoña           | Begoña, Bolueta, Santutxu                                                                               |
| 5 | Ibaiondo         | Atxuri, Bilbao La Vieja, Casco Viejo, Iturrialde, Miribilla, La Peña, San Francisco, Solokoetxe, Zabala |
| 6 | Abando           | Abando, Indautxu                                                                                        |
| 7 | Errekalde        | Ametzola, Errekalde, Irala, El Peñascal, San Adrián                                                     |
| 8 | Basurtu-Zorrotza | Altamira, Basurto, Masustegi, Olabeaga, Zorrotza                                                        |

### Agglomeratie
Bilbao is de stadskern van de metropool Bilbao die op 1 januari 2005 een inwonertal van 947.581 had. De metropool bestaat uit Bilbao en een aantal voorsteden, waarvan de belangrijkste in de tabel zijn weergegeven.

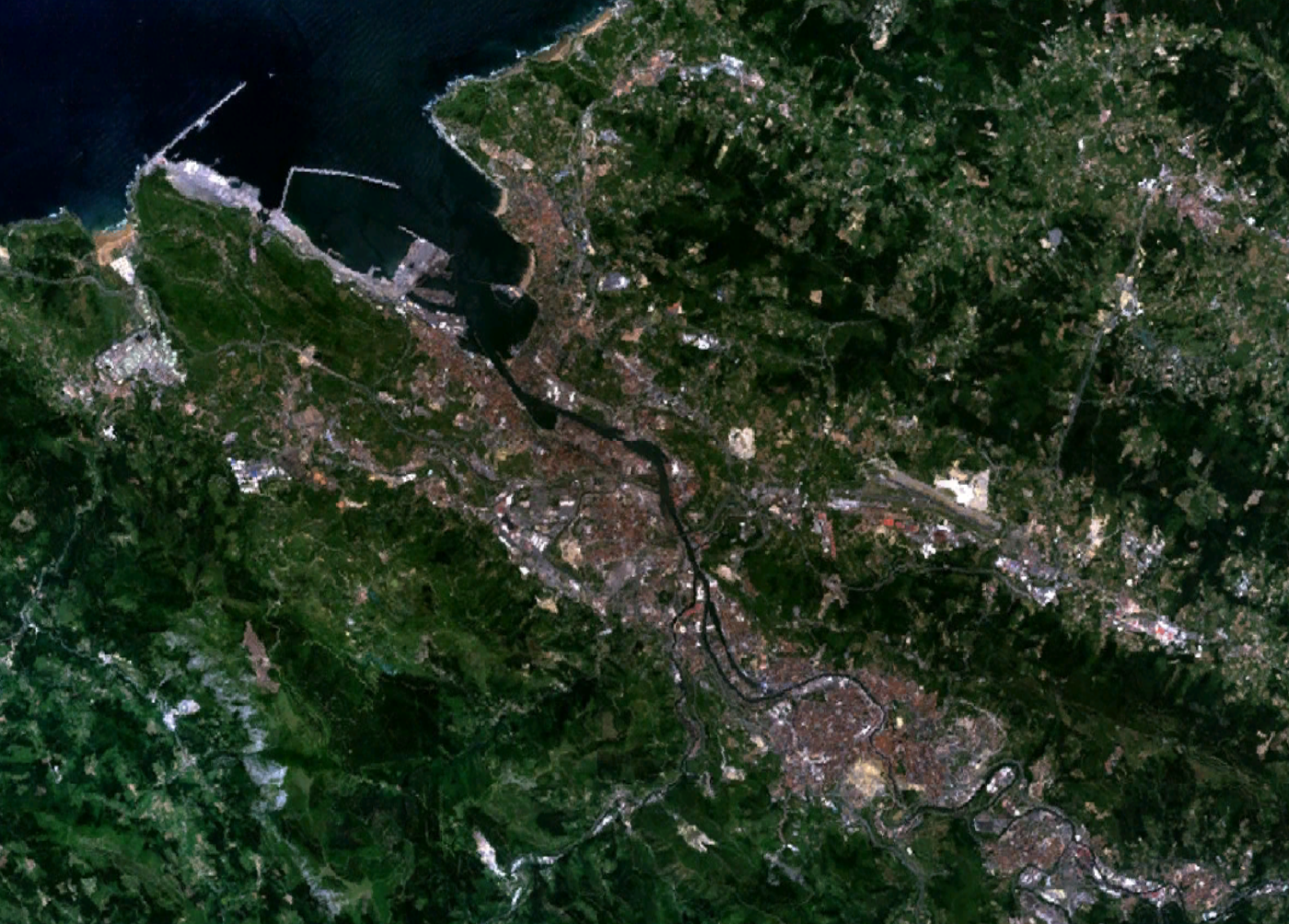
Satellietfoto van Bilbao en voorsteden

| Voorstad    | Inwonertal 2005 |
| ----------- | --------------- |
| Barakaldo   | 95.260          |
| Getxo       | 82.687          |
| Portugalete | 49.788          |
| Santurtzi   | 47.155          |
| Basauri     | 44.052          |
| Sestao      | 30.350          |
| Galdakao    | 29.594          |
| Leioa       | 28.858          |
| Erandio     | 23.338          |
| Bilbao Stad | 354.168         |
| Totaal      | 785.250         |

### Demografische ontwikkeling
Bron: INE; 1857-2011: volkstellingen
Opm: Bevolkingscijfers in duizendtallen; aanhechting van Abando(1897), Begoña, Deusto, Erandio (1940), Derio (1966), Lujua, Sondica en Zamudio (1970); afstand van Derio (1983), Erandio, Loiu, Sondika en Zamudio (1991)

## Bezienswaardigheden

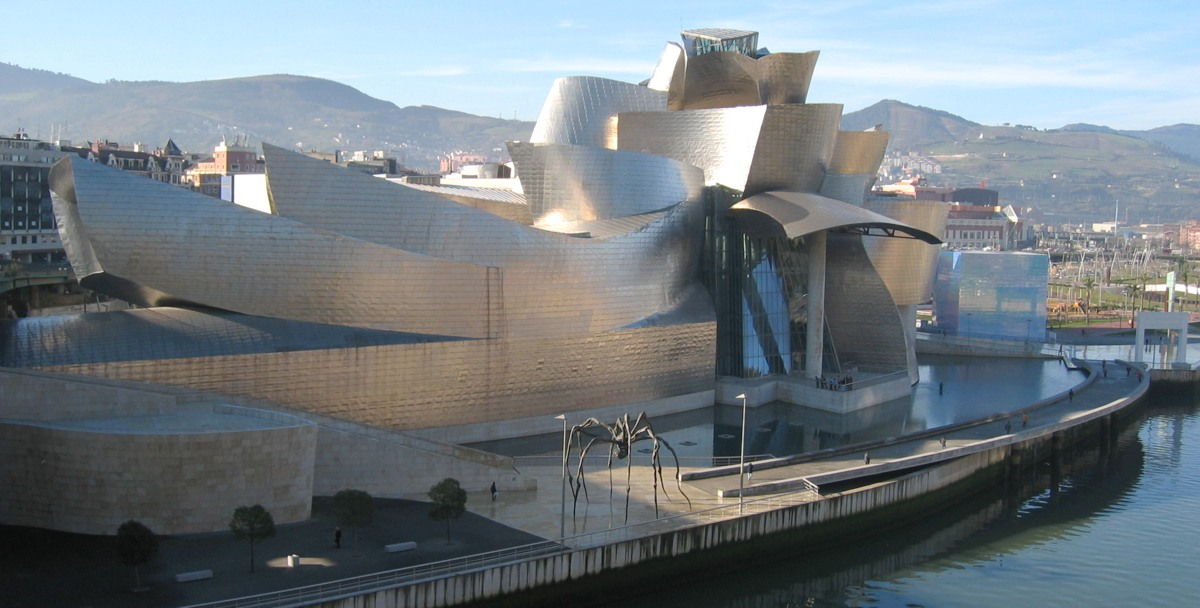
Museo Guggenheim Bilbao

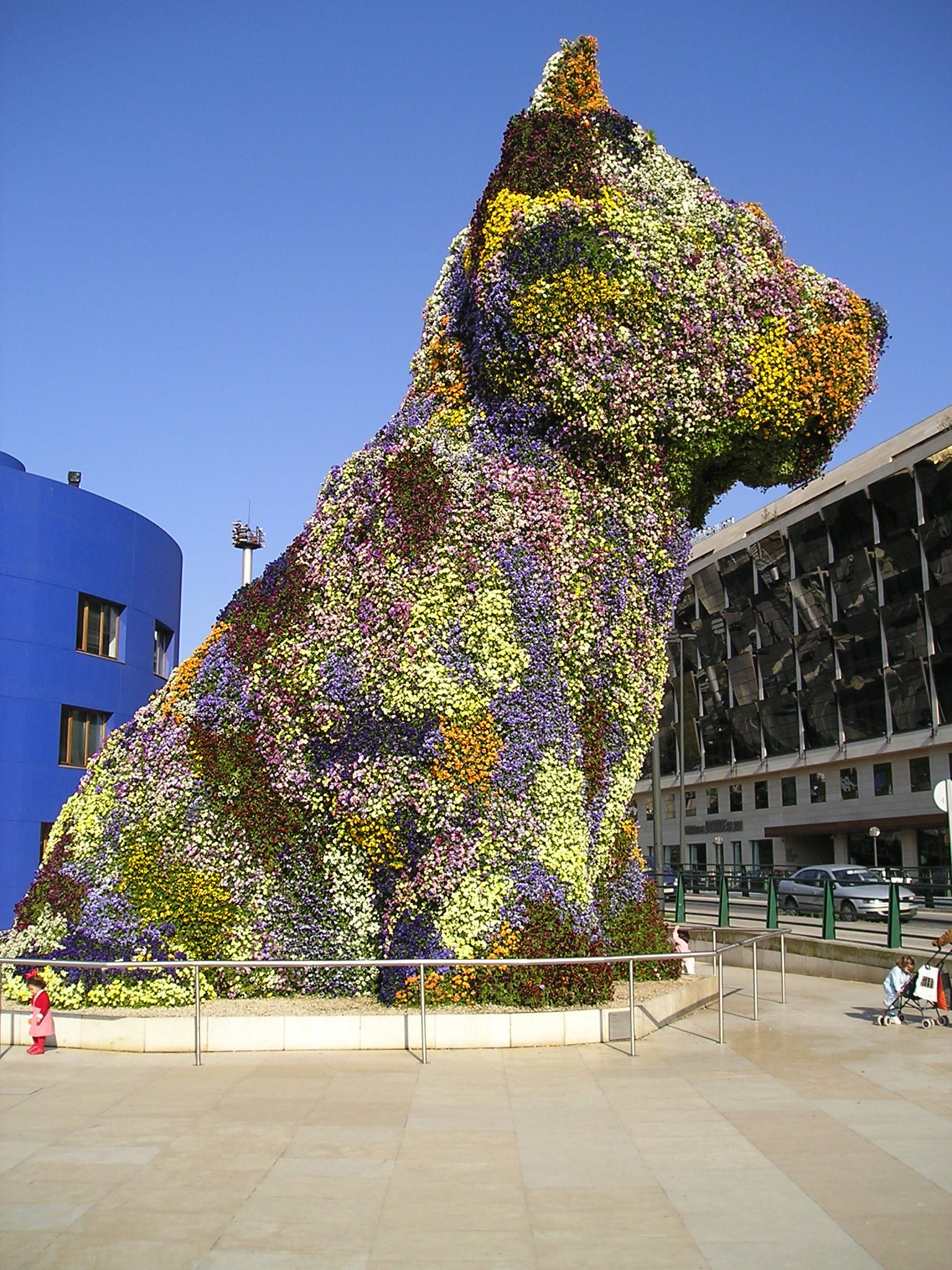
Puppy, door Jeff Koons

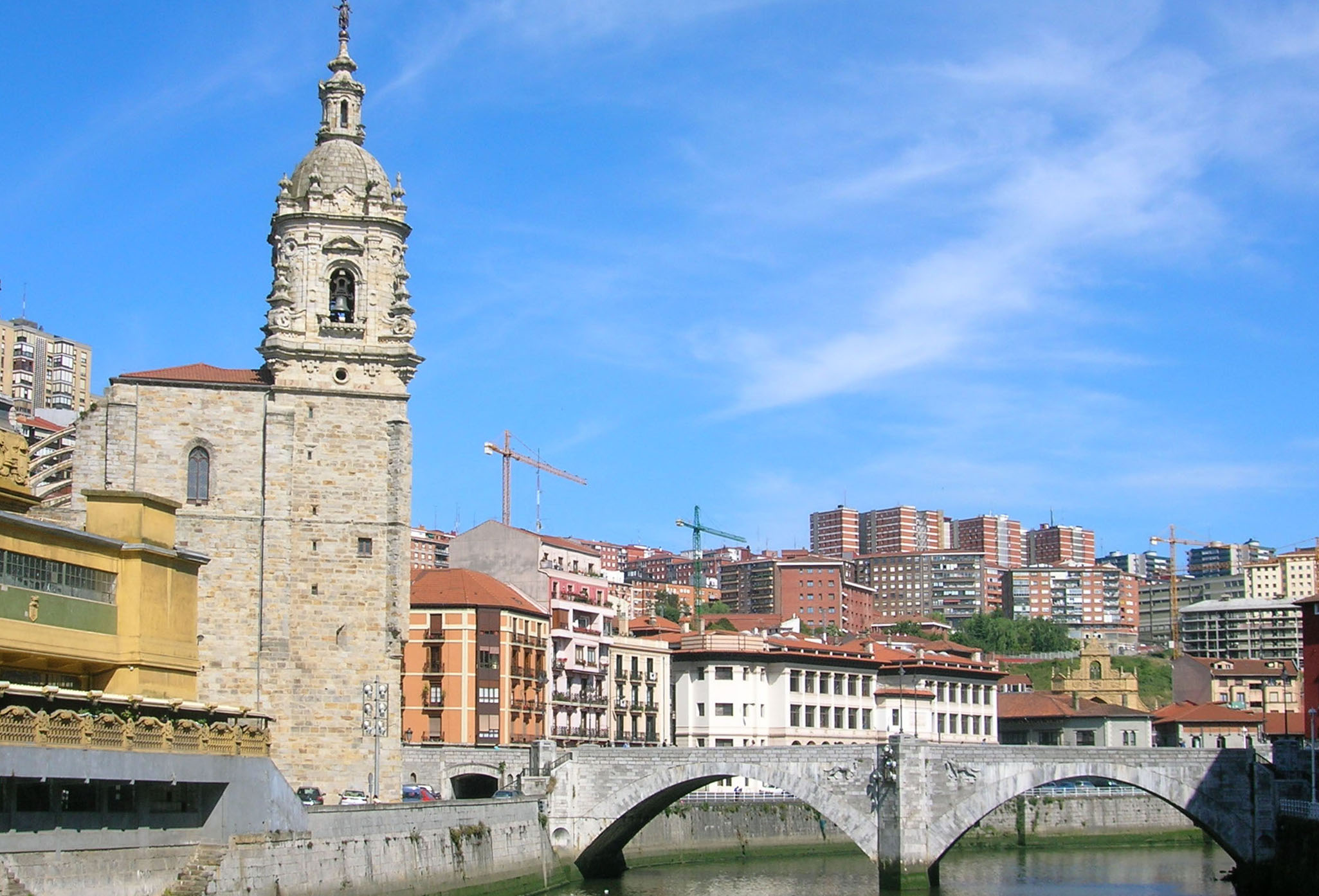
Iglesia de San Antón en rechts de San Antonbrug

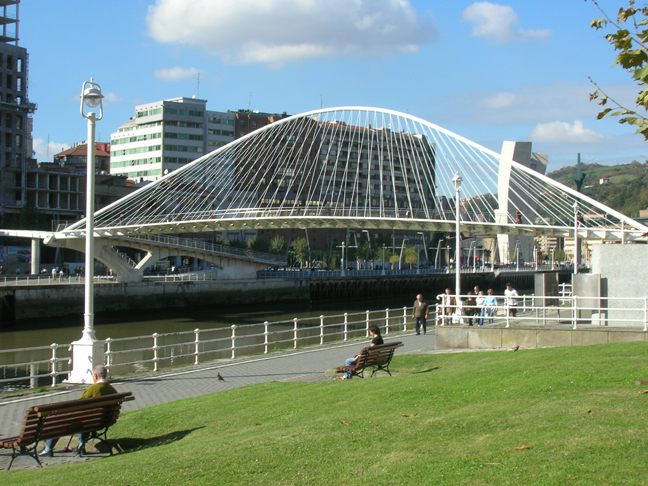
Zubizuri

De transformatie van Bilbao van industriestad naar aantrekkelijke en moderne metropool begon met de komst van het Museo Guggenheim Bilbao en het Palacio Euskalduna. Deze vernieuwing heeft ervoor gezorgd dat er een aantal hotels in de stad zijn geopend. Bilbao zet zich meer als city-tripbestemming op de kaart. Buiten de stad zelf benut Bilbao ook de potentie van de landschappen in de directe omgeving in haar voordeel.

### Musea
- Museo Guggenheim de Bilbao: dit beroemde museum voor hedendaagse kunst werd ontworpen door de Canadese architect Frank Gehry en dateert uit de jaren negentig, met de start van de bouw in 1991 en de voltooiing in 1997.
- Museo de Bellas Artes de Bilbao: een museum voor de Schone Kunsten
- Museo Etnográfico Vasco: museum over de geschiedenis van Baskenland
- Museo Marítimo Ría de Bilbao: Maritiem museum van Bilbao

### Kerken
- Basílica de Begoña
- Catedral de Santiago
- Iglesia de San Antón
- Iglesia de San Nicolás de Bari
- Iglesia de San Vicente
- Iglesia de Santos Juanes

### Overige bezienswaardigheden
- Stadhuis (1892), een ontwerp van architect Joaquin Rucoba
- Mercado de la Ribera (1929), de overdekte markt vlak naast de Nervión, aan de rand van het historisch centrum
- Plaza Nueva, gelegen in het historisch centrum
- Teatro Arriaga (1890), het neobarokke operahuis, gelegen aan de rand van het historisch centrum
- Palacio Chavarri (begin 20ste eeuw), een neorenaissance-paleis in Vlaamse stijl gebouwd naar de plannen van de Belgische art-nouveau-architect Paul Hankar (gelegen in de Ensanche)
- Casa Montero (1894) van Luis Aladrén, opgetrokken in de stijl van het modernismo (gelegen in de Ensanche)
- Teatro Campos Eliseos (1902), valt op door zijn art-nouveau-voorgevel (gelegen in de Ensanche)
- Teatro Arriaga (1890), een ontwerp van architect Joaquin Rucoba
- Estacion de Abando heeft een brandglas (1948) bestaande uit 301 stukken in de centrale hall. Het kunstwerk stelt de verscheidene economische activiteiten van de provincie Biskaje voor.
- Torre Iberdrola, het hoogste gebouw van de stad
- Zubizuri (1994-1997), de boogbrug voor voetgangers over de Nervión, ontworpen door Santiago Calatrava
- de metro van Bilbao (1988-1995), ontworpen door Norman Foster, de stations en vooral de metro-ingangen en -uitgangen, de zogenaamde 'fosteritos' zijn voor Bilbao het 20ste-eeuwse equivalent van de 19de-eeuwse 'bouches de métro' van Hector Guimard in Parijs

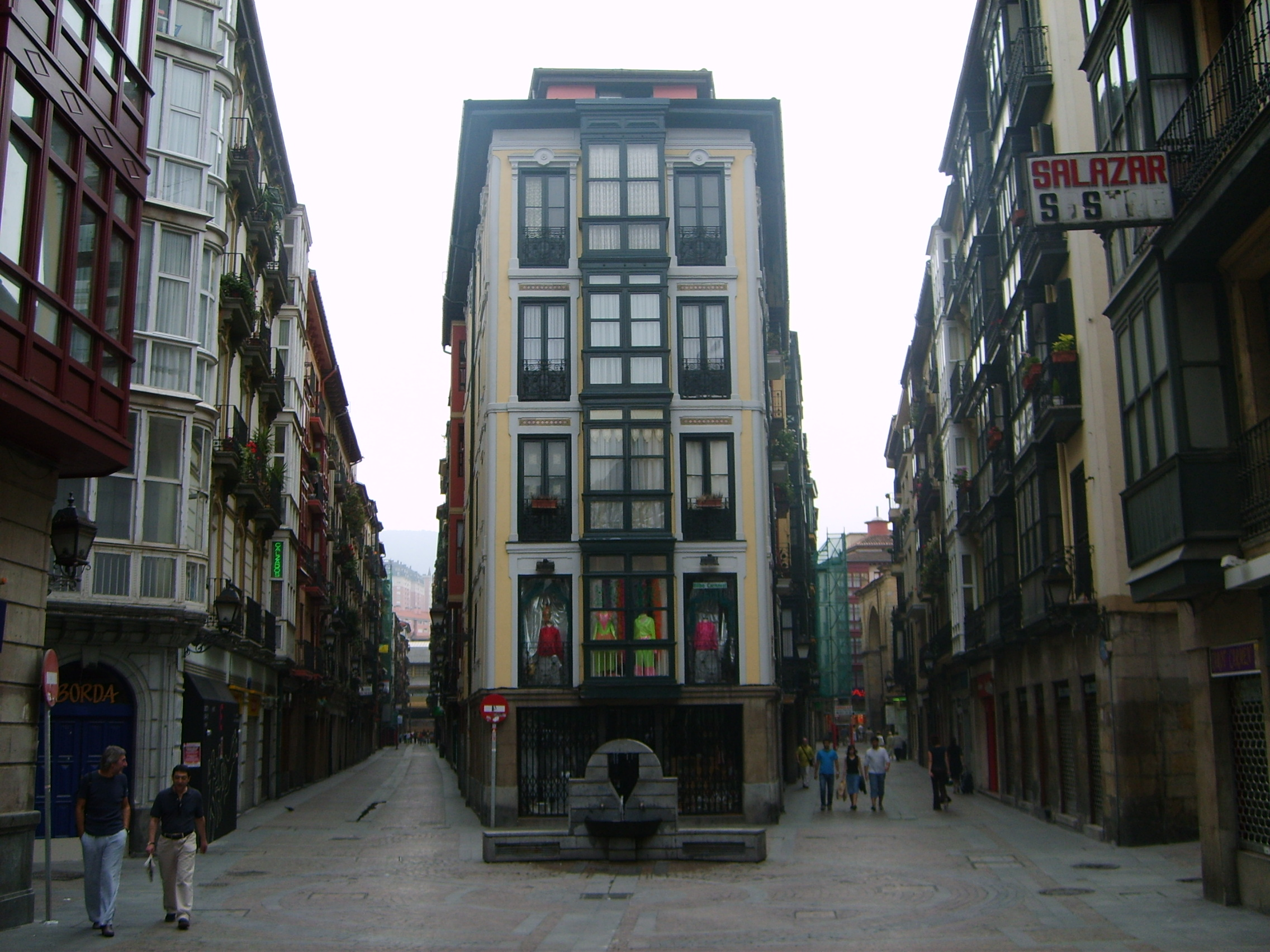
Portal de Zamudio
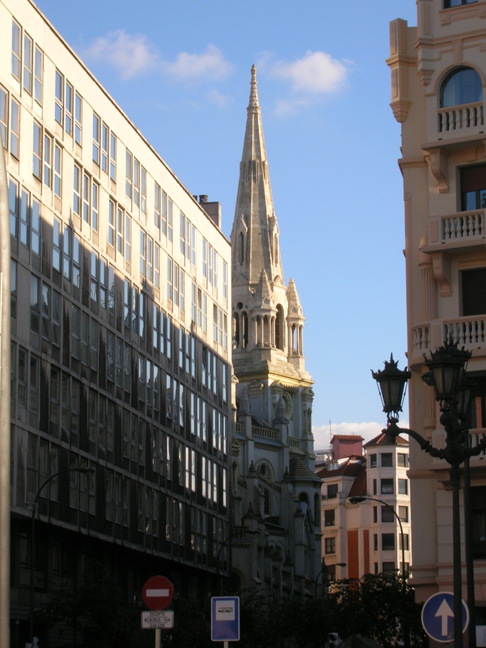
Iglesia de San Vicente
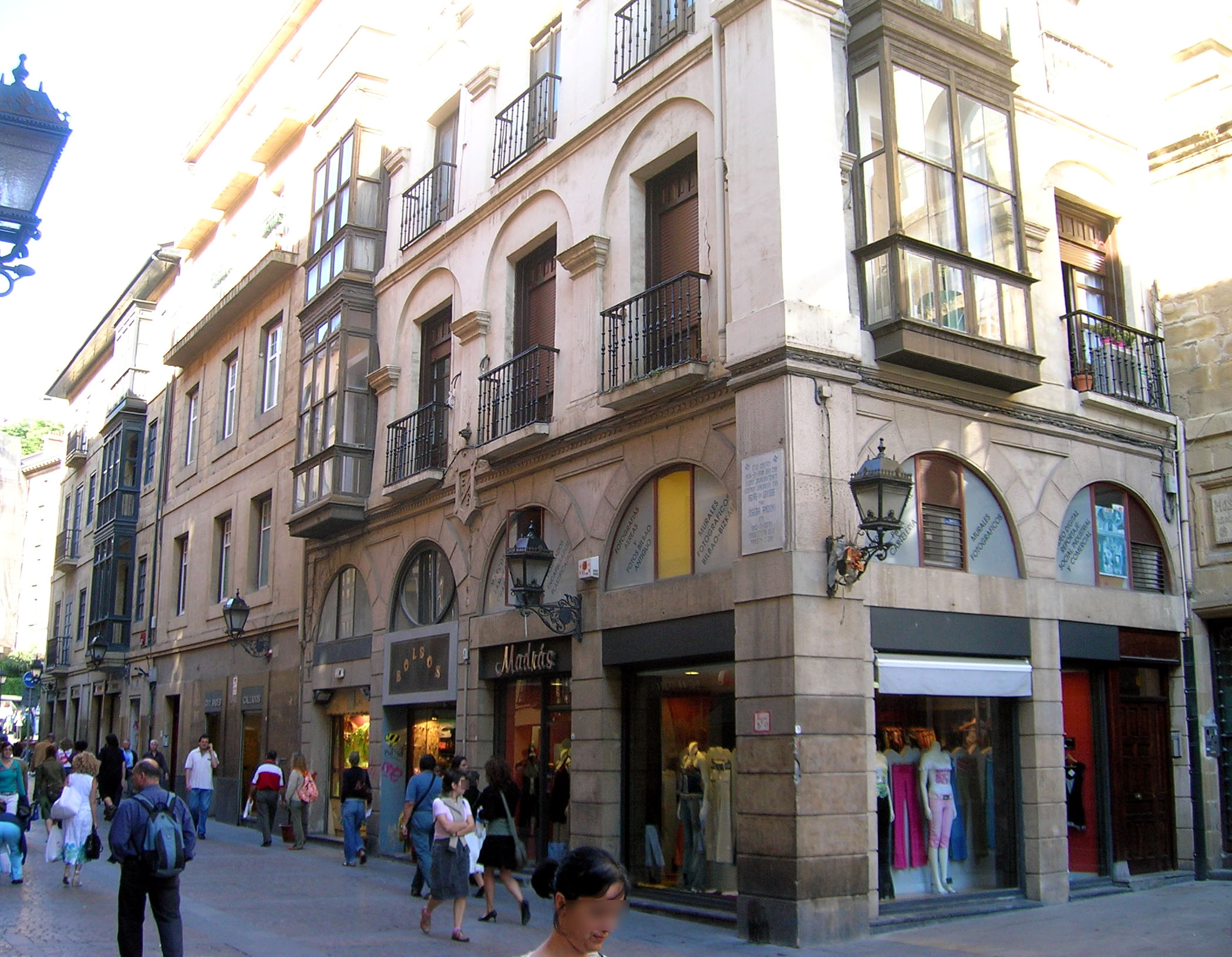
Geboortehuis van José Aguirre
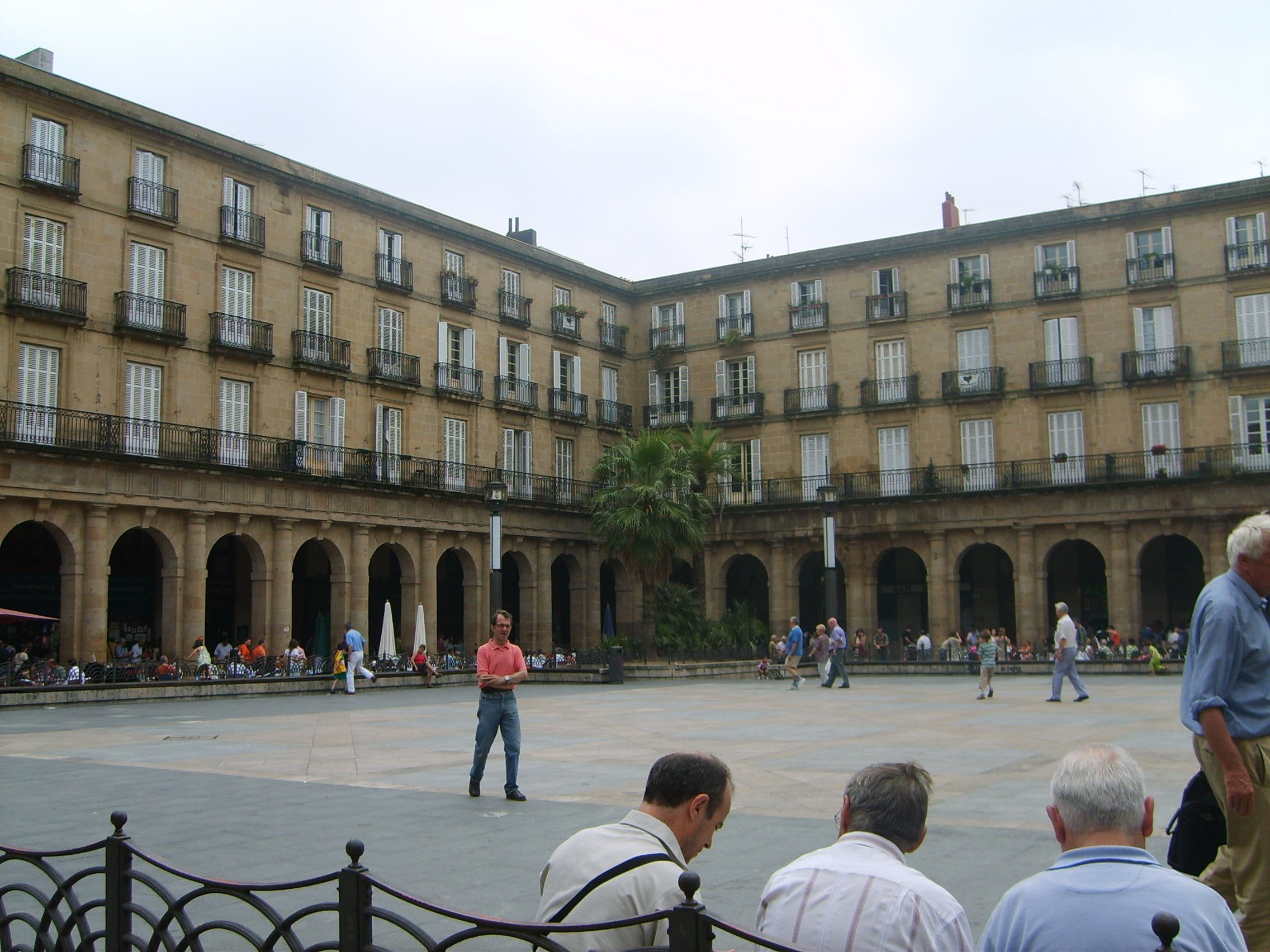
Plaza Nueva

## Transport

### Stadsvervoer
Bilbao beschikt over een uitgebreid openbaar vervoersnetwerk, dat bestaat uit:
- De metro van Bilbao werd geopend in 1995. Het metronetwerk bestaat uit twee lijnen die de districten aan beide kanten van de rivier verbinden met het stadscentrum, en een derde lijn is in aanleg. De metro werd ontworpen door Norman Foster en staat bekend om diens architectuur.
- De Bilbobus: is de naam van de 30 stadsbuslijnen van Bilbao. Buiten dat is er de BizkaiBus, die de stad verbindt met de rest van de provincie Biskaje
- EuskoTran: is de tramlijn die de wijken Atxuri en Basurto verbindt met het Guggenheim-museum, en het voetbalstadion van de stad.

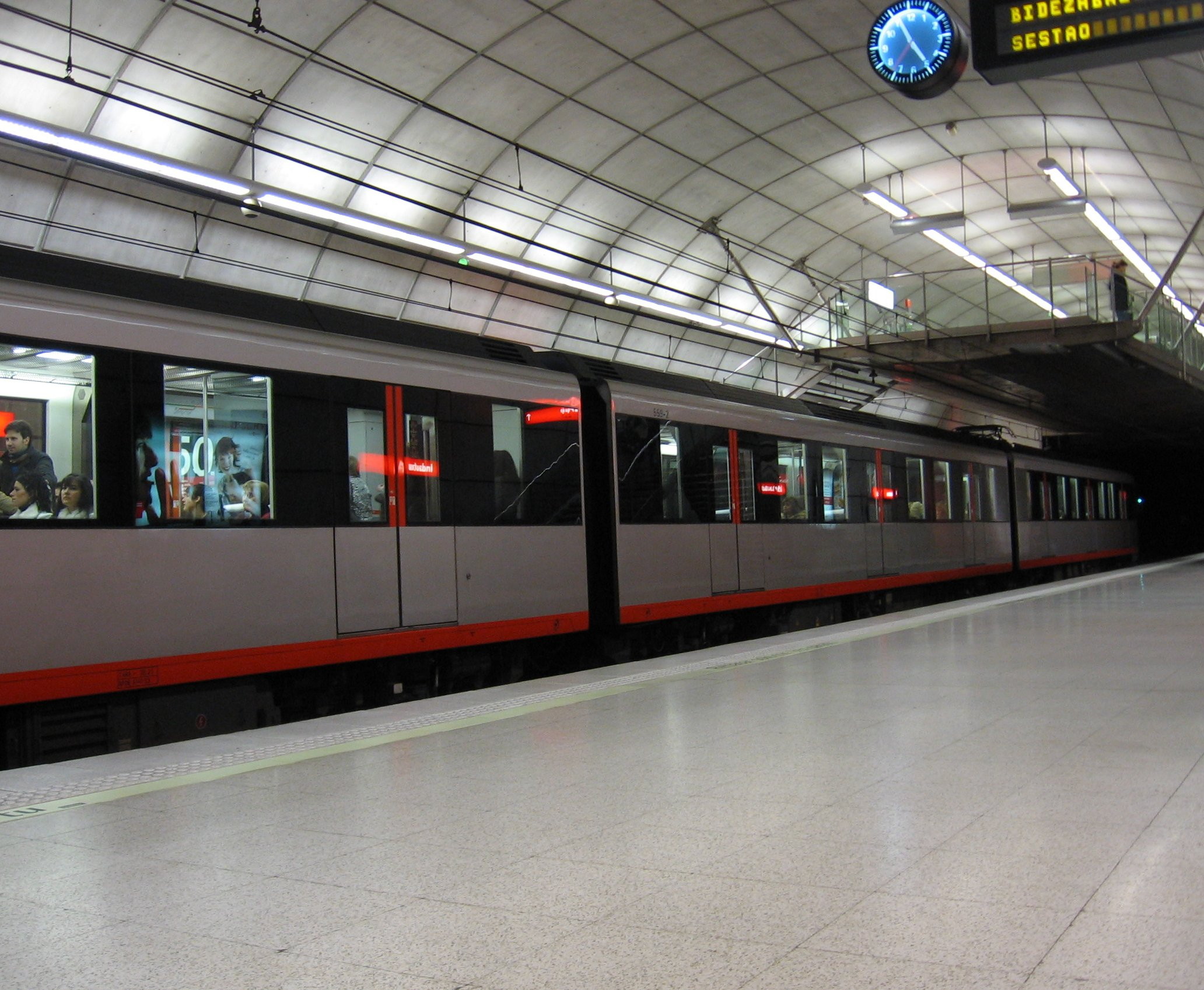
Metrostation Indautxu
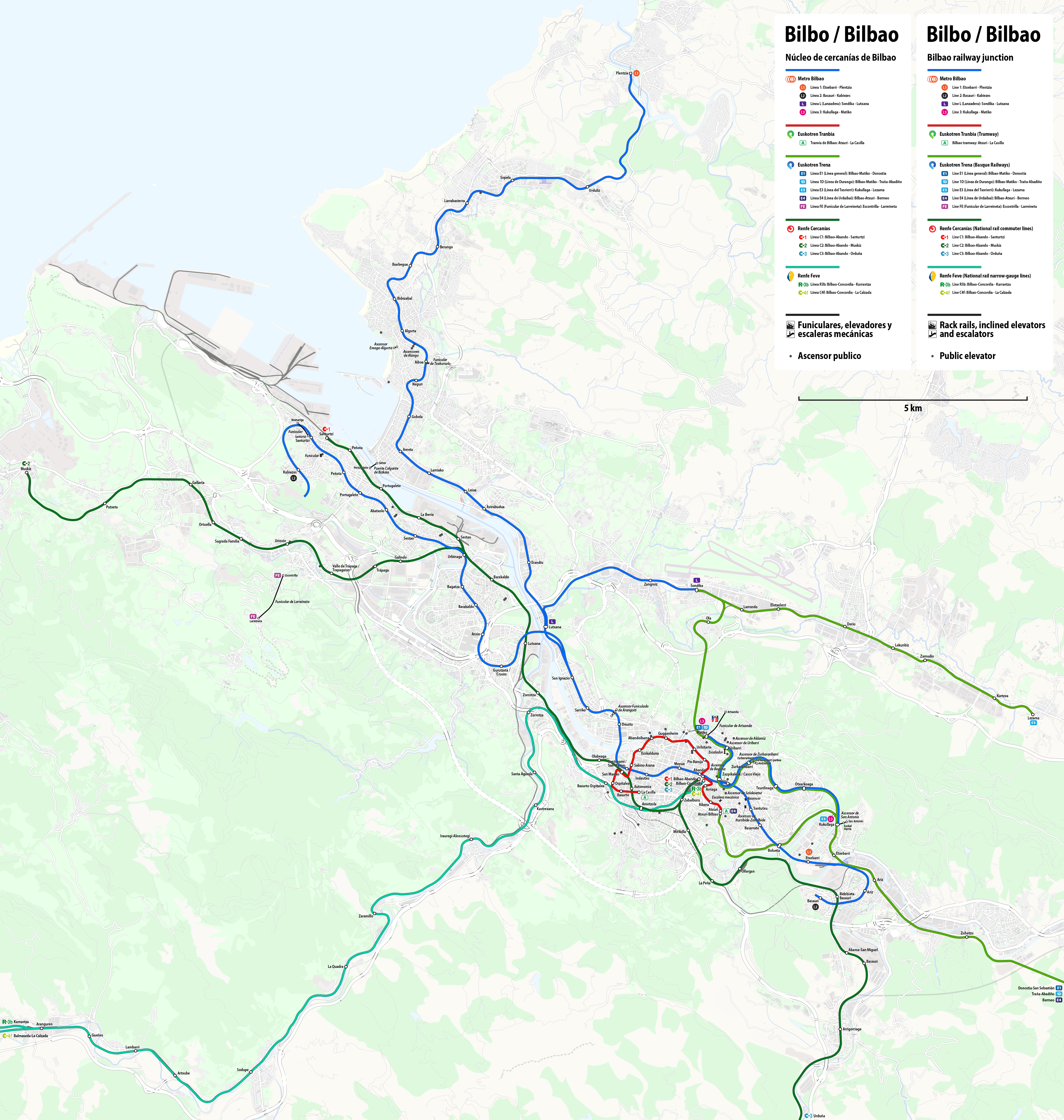
Metronetwerk van Bilbao
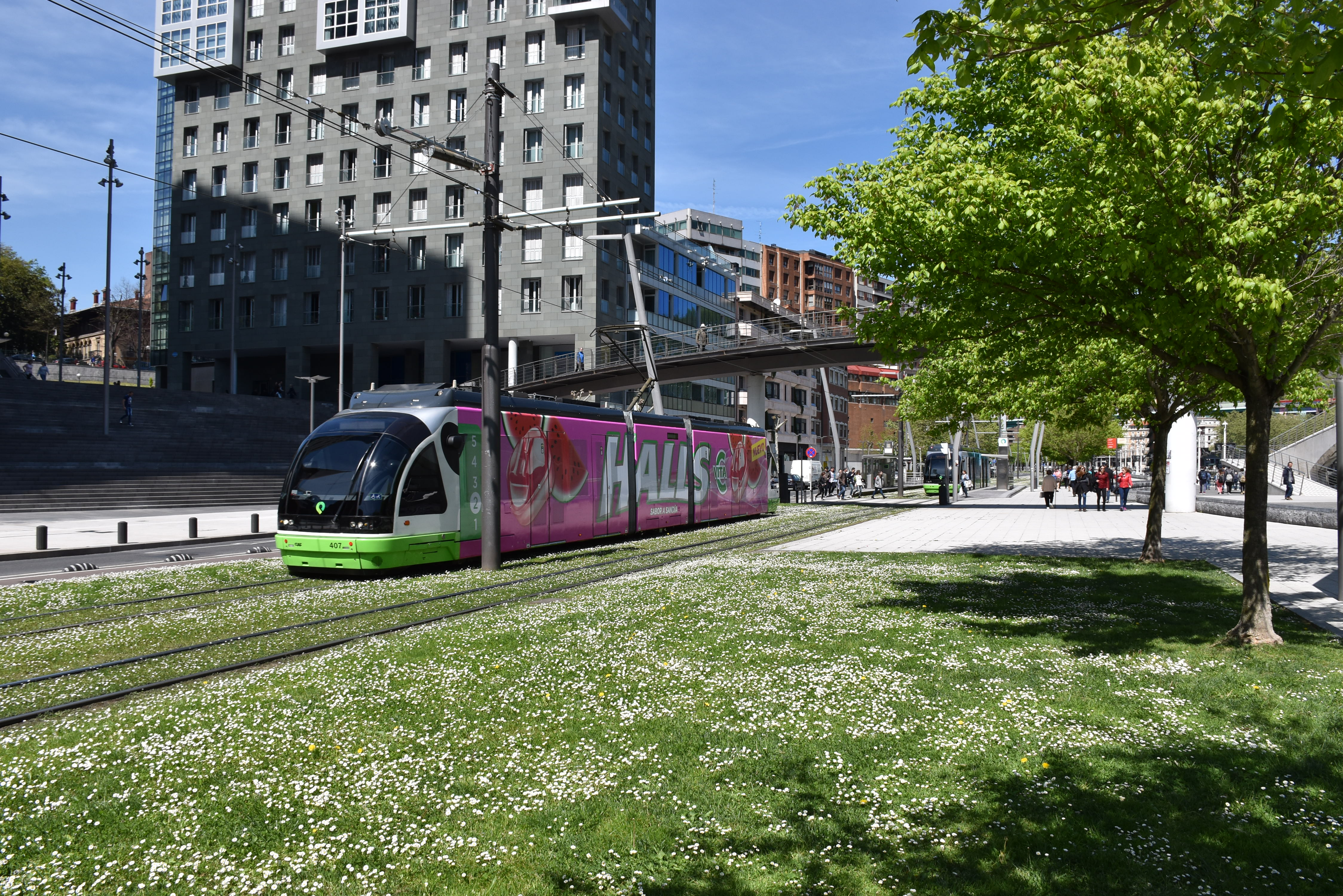
Euskotren tramlijn

### Trein
De stad beschikt over drie verschillende cercaníaslijnen van RENFE die naar de voorsteden Urduña, Santurtzi en Muskiz leiden. Naast het breedspoornet bestaat er ook een uitgebreid meterspoornet. De FEVE exploiteert 2 metersporige lijnen. Eén naar León in het binnenland en de kustlijn die helemaal naar Ferrol gaat en Santander en Oviedo aandoet. Op deze routes rijden langeafstandstreinen, die niet stoppen op de haltes voor het frequent voorstadsverkeer naar Balmaseda.
De EuskoTren, een andere exploitant van het meterspoornet, verbindt Bilbao met stoptreindiensten naar Ermua, Lezama en Bermeo. Daarnaast is er een regionale dienst naar San Sebastian.

### Vliegveld
De luchthaven Bilbao werd in 2000 uitgebreid met een nieuwe terminal, ontworpen door Santiago Calatrava. In 2019 maakten er bijna 6 miljoen passagiers gebruik van. Er bestaan binnenlandse lijnvluchten naar steden zoals Madrid, Barcelona en Sevilla en een aantal Europese steden waaronder Amsterdam, Parijs, Brussel, Londen en Milaan.

### Scheepvaart
De haven van Bilbao is de grootste haven van het Baskenland en van de Spaanse noordkust, en naar hoeveelheid verscheepte goederen de vierde haven van heel Spanje. Jaarlijks wordt tussen de 30 en 40 miljoen ton lading verwerkt.
Er zijn veerdiensten tussen Santurtzi, een voorstad van Bilbao, en Portsmouth in Engeland en Rosslare in het zuidoosten van Ierland.

## Media
In Bilbao is het hoofdkantoor gevestigd van de publieke Baskische radio- en televisieomroep, de EiTB, die zes radio- en vijf televisiezenders aanbiedt, en zowel in het Spaans als in het Baskisch uitzendt.

## Sport

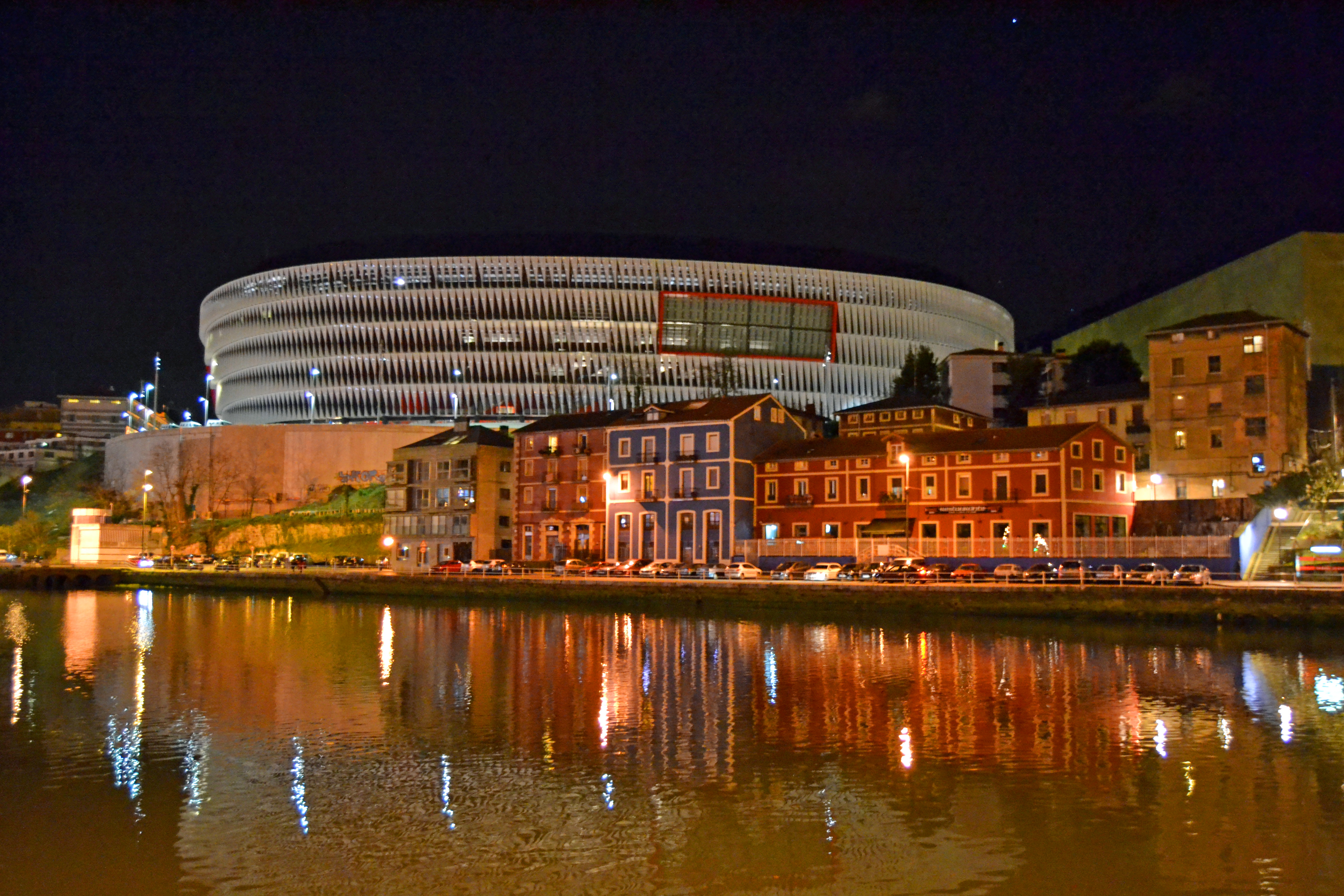
Athletic Bilbao Stadion

De bekendste voetbalclub van Bilbao is Athletic Bilbao, dat in de Spaanse Primera División speelt. Bilbao was met het oude San Mamés speelstad bij het WK voetbal van 1982. In 2013 werd dit stadion vervangen door een nieuw San Mamés met plaats voor 53.000 toeschouwers. Bilbao zou met dit stadion, als enige Spaanse stad, speelstad zijn bij het EK voetbal van 2020, maar door de aanhoudende coronapandemie kon niet worden gegarandeerd dat er publiek in het stadion kon zijn. Bilbao werd daarom vervangen door Sevilla.
In 2001 organiseerde de stad met groot succes de start van la Grande Boucle of le Tour Féminin, de vrouwelijke Tour de France. De Ronde van Frankrijk van 2023 voor mannen startte in Bilbao met ritwinst voor de Brit Adam Yates. Verder is Bilbao vaak etappeplaats in de wielerkoersen Ronde van Spanje en Ronde van het Baskenland.
In 2005 werden de World Series van Renault in de straten van de stad gehouden. Verder heeft de stad een succesvolle basketbalclub, Lagun Aro Bilbao Basket.

## Partnersteden
- Bordeaux (Frankrijk), sinds 2000
- Buenos Aires (Argentinië), sinds 1992
- Pittsburgh (Verenigde Staten)
- Qingdao (China)
- Rosario (Argentinië)
- Sant Adrià de Besòs (Catalonië, Spanje)
- Tbilisi (Georgië)

## Geboren in Bilbao
- Juan Crisóstomo de Arriaga (1806-1826), componist en violist
- Miguel de Unamuno (1864-1936), schrijver en filosoof
- Sabino Arana (1865-1903, politicus, oprichter van de PNV, Pater Patriae
- Margaretha de Maturana (1884-1934), geestelijke
- José Aguirre (1903-1960), politicus, voormalig president van Baskenland
- Pedro Arrupe (1907-1991), geestelijke
- Ramiro Pinilla (1923-2014), schrijver
- Pedro Olea (1938), filmregisseur
- Joaquín Almunia (1948), politicus
- Julio Salinas (1962), voetballer
- Iñaki Gastón (1963), wielrenner
- Álex de la Iglesia (1965), filmregisseur
- Ramón González Arrieta (1967), wielrenner
- César Solaun (1970), wielrenner
- Gaizka Mendieta (1974), voetballer
- Iago Herrerín (1988), voetballer
- Eneko Bóveda (1988), voetballer
- Ibai Gómez (1989), voetballer
- Ibai Salas (1991), wielrenner
- Guillermo (1993), voetballer
- Ager Aketxe (1993), voetballer
- Iñigo Lekue (1993), voetballer
- Iñaki Williams (1994), voetballer
- Aitor Paredes (2000), voetballer
- Unai Vencedor (2000), voetballer